# میرزا فضلعلی آقا تبریزی
میرزا فضلعلی آقا تبریزی (۱۲۹۶-۱۲۴۰ خورشیدی) نماینده انتخابی علما از تبریز، در اولین دوره مجلس شورای ملی ایران، از روحانیون مشروطه خواه ایرانی بود که در دفاع از مجلس ملی و استقرار حاکمیت آن نه تنها در برابر حکومت سلطنتی، بلکه در مقابل روحانیونی که مدافع تشکیل مجلسی از علماء برای کنترل فرادست احکام عرفی مجلس ملی و تطبیق آن‌ها با احکام شرع بودند، نیز ایستادگی کرد.

## زندگی قبل از مهاجرت
میرزا فضل‌علی آقا، پسر حاج‌میرزا عبدالکریم ملاباشی آذربایجانی، در سال ۱۲۴۰ شمسی در شهر تبریز متولد شد. او در سال ۱۲۵۱ به همراه پدر به عتبات رفت و به هنگام فوت پدر به تبریز بازگشت و پس از چندی دوباره به عتبات رفت. میرزا فضلعلی پس از تکمیل تحصیلات دینی و اخذ درجه اجتهاد در سال ۱۲۶۸ به تبریز بازگشت و به کار تدریس و تألیف مشغول شد.

## نمایندگی مجلس اول
با صدور فرمان مشروطیت در سال ۱۲۸۵ و تشکیل اولین مجلس شورای ملی، میرزا فضلعلی آقا به عنوان نماینده انتخابی علماء از تبریز راهی تهران شد. به هنگام ورود او و سایر وکلای تبریز به تهران، استقبال بی‌نظیری از سوی تهرانیان از آن‌ها به عمل آمد.
فضلعلی آقا از مدافعان جدایی دین از دولت و کنترل نشدن احکام عرفی توسط شرع بود. در زمانی که به اصرار شیخ فضل‌الله نوری اصل نظارت علماء بر قوانین مجلس در متمم قانون اساسی گنجانده شد، نطق او در مخالفت با این اصل در کنار مواضع مخالف سایر روشنفکران مشروطه‌خواه اهمیتی تاریخی یافت.
به گفته جمالزاده در خاطرات خود میرزا فضلعلی در انجمن ادبی برلن مدتی حضور پیدا میکرد در حالی که دچار مرض خوره شده بود و قسمتی از صورت خود را بانقابی سیاه میپوشانید ..سر انجام در اثر پیشرفت مرض جزام در برلن درگذشت و در گورستان مسلمانان بخاک سپرده شد